# Reckful
Байрон Дэниел Бернштейн (8 мая 1989 — 2 июля 2020), более известный как Reckful, — американский стример на Twitch и киберспортсмен. Он был наиболее известен в игровом сообществе своими достижениями в World of Warcraft и Asheron’s Call.

## Личная жизнь
Байрон Дэниел Бернштейн родился в еврейской семье Итамара и Джудит Бернштейн в Лос-Анджелесе. У него было два старших брата по имени Гай и Гэри; Гай, самый старший из них, покончил жизнь самоубийством, когда Бернштейну было шесть лет, Бернштейн сказал, что в начальной школе он был «занудным ребёнком, которого никто не любил», и над ним высмеивали его трудности с английским, который был его вторым языком. Бернштейн сказал, что он был одаренным учеником, который хорошо разбирался в математике, но то, что его высмеивали, отбило у него желание учиться в школе. Когда он поступил в старшую школу, у него появились школьные друзья, но он сказал, что его жизнь вращалась вокруг игры в «Asheron’s Call», которая потеряла популярность в то время, когда популярность World of Warcraft возрастала, и он впадал в приступы депрессии и пытался убить себя в 16 лет. Позже из-за депрессии он бросил школу. Он сказал, что осознал, что видеоигры были для него формой бегства от действительности.
Бернштейн сказал, что смерть его брата оказала глубокое влияние на его жизнь и его последующую борьбу с депрессией. В детстве у Бернштейна диагностировали биполярное расстройство II типа. Бернштейн сказал, что его семья отказалась позволить ему попробовать селективные ингибиторы обратного захвата серотонина, потому что они считали, что это привело к смерти его брата. Во время поездки в Амстердам он попробовал псилоцибиновые грибы, которые, по его словам, впервые помогли ему.
Бернштейн покончил жизнь самоубийством 2 июля 2020 года.

## Карьера
Бернштейн был талантливым игроком в World of Warcraft, наиболее известным своим новаторским стилем игры классом «разбойник» и первопроходцем в области прямых трансляций видеоигр на Twitch. Его популярность в игре началась, когда он вошел в топ 0,1 % игроков без использования того, что в то время считалось важной игровой механикой. Он финишировал в 0,1 % лучших игроков несколько соревновательных сезонов подряд. Он участвовал в нескольких турнирах и выиграл турнир Major League Gaming World of Warcraft в 2010 году.
В 2011 году Бернштейн выпустил игровой фильм Reckful 3. За неделю он набрал миллион просмотров (по состоянию на январь 2022 года у видео было более шести миллионов просмотров). Позже он выиграл конкурс лучших мастеров WarcraftMovies, в котором игроки голосовали за игрока года. В 2012 году он стал разработчиком, операционным менеджером и концептуальным дизайнером в компании Feenix, производящей игровые мыши. Он создал свой канал на YouTube в октябре 2012 года, а в ноябре выпустил свое первое видео Reckful 5 stack Taste for Blood.
В 2017 году Бернштейн занял четвёртое место в списке десяти самых богатых стримеров The Gazette Review. Он утверждал, что его состояние составляет 1,5 миллиона долларов и он собирал до 50 000 зрителей на поток.
Бернштейн играл в покер и принял участие в главном событии Unibet Open London 2016, но рано выбыл из игры. В ноябре 2017 года он принял участие в благотворительном покерном мероприятии, спонсируемом PokerGO. Событие выиграла itsHafu.
В мае 2018 года Бернштейн начал выпускать подкаст под названием «Время чая с Байроном», в котором представлены подробные интервью с известными гостями игрового и потокового сообщества, такими как Pokimane и Хикару Накамура. Всего было выпущено шесть серий, последняя — 31 марта 2020 г.
Перед смертью Бернштейн находился в процессе создания MMO под названием Everland.
В августе 2020 года Blizzard и World of Warcraft отдали дань уважения Бернштейну, выпустив внутриигрового тренера, названного в честь его онлайн-псевдонима Reckful. Персонаж находится внутри Собора Света, внутриигровой достопримечательности, где сообщество собралось, чтобы отдать дань уважения Бернштейну после известия о его смерти.
Стример Twitch Митч Джонс написал и выпустил в 2021 году дань уважения Бернштейну под названием «Теперь, когда ты ушел», в которой рассказывается о его дружбе с Бернштейном.

## Достижения

### World of Warcraft
- 3-е место MLG Даллас 2009[28]
- 2-е место MLG Орландо 2009[29]
- 2-е место MLG Колумбус 2010[30]
- 1-е место MLG Вашингтон, округ Колумбия, 2010[31]

### Hearthstone
- 3-4 места в Innkeeper’s Invitational, 2013 г.[32]